# Lying Lips (film 1939)
Lying Lips è un film del 1939, diretto da Oscar Micheaux. 

## Trama
Pressati dalla loro avida collaboratrice Elizabeth Landry, ora signora Green, i due proprietari di un locale di musica dal vivo, Farina e Garotti, vorrebbero convincere Elsie Bellwood, cantante e ballerina del locale e lontana parente di Elizabeth, ad unirsi agli equivoci festini privati organizzati da alcuni clienti, e chiedono al manager Benjamin Hadnott di operare in tal senso. Ma Benjamin, segretamente innamorato di Elsie, si rifiuta categoricamente di collaborare, e, in seguito ad una discussione coi proprietari, si licenzia. Intanto si erano presentati, chiamati da Elizabeth, i suoi fratelli John e Clyde, candidati a ricoprire il ruolo di manager lasciato vacante da Benjamin.
Tornata a casa dopo lo spettacolo Elsie trova la zia Josephine, con la quale condivide l'appartamento, morta: chiama la polizia, che inizia a sospettare di lei. Dopo che si scopre che l'unica beneficiaria di una consistente assicurazione sulla vita di Josephine era proprio Elsie, e dopo che John e Clyde hanno testimoniato di aver visto Elsie, quella notte, assentarsi dal locale per una mezz'oretta per poi ritornarvi, i sospetti si infittiscono ed Elsie viene arrestata con l'accusa di omicidio.
Qualche tempo dopo Benjamin, dopo che ha lasciato il suo posto nel locale, trova lavoro nella polizia. Egli collabora coll'investigatore Wanzer proprio nel caso di Elsie. I due detectives, entrambi convinti dell'innocenza di Elsie, cominciano a fare nuova luce sugli avvenimenti ascoltando la testimonianza del reverendo Bryson, vecchio conoscente delle famiglie di zia Josephine e di Elizabeth. Bryson racconta di come Elizabeth avesse, tempo prima, attratto in un tranello Ned Green, fingendo di essere incinta di lui e costringendolo a sposarla, per quanto fosse a tutti noto che Ned amava Josephine. Ned aveva continuato a frequentare Josephine (mentre la gravidanza di Elizabeth si era rivelata falsa), ma le minacce dei fratelli di Elizabeth, che vivevano con lei ed il marito, avevano fatto sì che egli non si azzardasse a "chiedere" il divorzio (in tempi in cui tale istituto non era ancora un diritto).
Emerge inoltre che i destinatari del risarcimento assicurativo della zia Josephine, ora che Elise era stata condannata, erano proprio i fratelli Landry. Wanzer e Benjamin decidono allora di tentare il tutto per tutto per provare l'innocenza di Elise. Essi interrogano John Landry con metodi non propriamente ortodossi (ma nemmeno cruenti): lo portano in un castello che si diceva infestato dagli spettri e minacciano di legarlo al suo interno per tutta la notte se non avesse detto loro tutta la verità. Il pavido John cede, ed ammette di aver fornito falsa testimonianza, su istigazione della sorella Elizabeth, per quanto riguarda l'allontanamento di Elise dal locale la notte dell'omicidio, ma giura che né lui né i fratelli hanno commesso l'assassinio.
La notte stessa dell'omicidio, prosegue John, lui ed i fratelli avevano trovato, a casa, un biglietto di Ned Green nel quale l'uomo, esasperato dalla moglie e tratto fuori di sé dal persistente clima di intimidazione nei suoi confronti, affermava che sarebbe andato da Josephine, l'avrebbe uccisa, e poi si sarebbe tolto la vita gettandosi, con una pietra al collo, dal ponte sul fiume. Elizabeth avrebbe poi insistito preso i fratelli ad inscenare gli eventi affinché l'intera colpa fosse assunta da Elsie, in modo da incamerarne i denari.
Il corpo di Ned viene effettivamente trovato sulle rive del fiume, e questo, insieme alle testimonianze raccolte, fa sì che il processo contro Elsie venga celebrato di nuovo. Elsie ne esce completamente scagionata, e si riunisce all'amato Benjamin.